# 멕시코강거북
멕시코강거북(Dermatemys mawii)는 강거북과의 유일한 종으로, 멕시코에서 온두라스에 이르는 중앙아메리카에 서식한다. 등딱지의 길이는 65센티미터이며, 몸무게는 20킬로그램 정도이다. 고기를 얻기 위한 남획과 알의 채취 때문에 멸종위기를 맞고있다. 국제자연보호연맹은 이들을 심각한 멸종위기종으로 분류하며, CITES 부속서 II에 의해 포획 및 생산품 거래가 금지된다.